# Hydractinia
Hydractinia Van Beneden, 1841 è un genere di Hydrozoa della famiglia Hydractiniidae.

## Specie
- Hydractinia aculeata
- Hydractinia aggregata (Fraser, 1911)
- Hydractinia allmani
- Hydractinia altispina
- Hydractinia americana (Edwards, 1972)
- Hydractinia angusta
- Hydractinia apicata
- Hydractinia arctica
- Hydractinia areolata
- Hydractinia arge (Clarke, 1882)
- Hydractinia armata (Fraser, 1940)
- Hydractinia australis
- Hydractinia bayeri
- Hydractinia bella
- Hydractinia betkensis
- Hydractinia borealis
- Hydractinia brachyurae
- Hydractinia calderi
- Hydractinia californica (Torrey, 1904)
- Hydractinia canalifera
- Hydractinia carcinicola
- Hydractinia carica (Bergh, 1887)
- Hydractinia carnea (M. Sars, 1846)
- Hydractinia carolinae (Fraser, 1912)
- Hydractinia claviformis
- Hydractinia conchicola
- Hydractinia cryptoconcha
- Hydractinia cryptogonia
- Hydractinia cytaciformis
- Hydractinia dendritica
- Hydractinia diogenes
- Hydractinia disjuncta
- Hydractinia dubia (Mayer, 1900)
- Hydractinia echinata (Fleming, 1828)
- Hydractinia epiconcha
- Hydractinia epispongia
- Hydractinia exigua
- Hydractinia fucicola (M. Sars, 1846)
- Hydractinia granulata
- Hydractinia hancocki
- Hydractinia hayamaensis
- Hydractinia hooperii (Sigerfoos, 1899)
- Hydractinia humilis
- Hydractinia inabai
- Hydractinia inermis
- Hydractinia ingolfi
- Hydractinia kaffaria
- Hydractinia laevispina (Fraser, 1922)
- Hydractinia longispina
- Hydractinia mar
- Hydractinia marsupialia
- Hydractinia meteoris
- Hydractinia milleri (Torrey, 1902)
- Hydractinia minima (Trinci, 1903)
- Hydractinia minoi
- Hydractinia minuta (Mayer, 1900)
- Hydractinia misakinensis
- Hydractinia monocarpa (Allman, 1874)
- Hydractinia monoon
- Hydractinia multigranosi
- Hydractinia multispina (Fraser, 1938)
- Hydractinia multitentaculata
- Hydractinia nassa
- Hydractinia novaezelandiae
- Hydractinia ocellata
- Hydractinia otagoensis
- Hydractinia pacifica
- Hydractinia parvispina (Hartlaub, 1905)
- Hydractinia paucispinata
- Hydractinia piscicola
- Hydractinia polycarpa (Fraser, 1938)
- Hydractinia polyclina (L. Agassiz, 1862)
- Hydractinia polystyla
- Hydractinia proboscidea
- Hydractinia prolifica (Fraser, 1948)
- Hydractinia pruvoti
- Hydractinia quadrigemina
- Hydractinia reticulata
- Hydractinia reticulata
- Hydractinia rubricata
- Hydractinia rugosa
- Hydractinia sarsi
- Hydractinia selena (Mills, 1976)
- Hydractinia serrata
- Hydractinia sodalis
- Hydractinia spinipapillaris
- Hydractinia spiralis
- Hydractinia symbiolongicarpus (Buss & Yund, 1989)
- Hydractinia symbiopollicaris (Buss & Yund, 1989)
- Hydractinia tenuis
- Hydractinia thatcheri
- Hydractinia uchidai
- Hydractinia uniformis
- Hydractinia valens (Fraser, 1941)
- Hydractinia vallini
- Hydractinia yerii